# Martha Bruce, grevinna av Elgin och Kincardine
Martha Bruce, grevinna av Elgin och Kincardine  (1739 – 21 juni 1810), född Martha White och mest känd som Lady Elgin, var fru till Charles Bruce, 5:e earl av Elgin och 9:e earl av Kincardine, mor till Thomas Bruce, 7:e earl av Elgin, och guvernant till Prinsessan Charlotte Augusta av Wales, dotter till blivande kung Georg IV av Storbritannien.